# Zhejiang Nuzi Paiqiu Dui
Lo Zhejiang Nuzi Paiqiu Dui è una società pallavolistica cinese con sede a Jiaxing, militante nel massimo campionato cinese, la Volleyball League A.

## Storia
Lo Zhejiang Nuzi Paiqiu Dui viene fondato nel 1958. Fino all'avvento del professionismo la squadra milita nella pallavolo amatoriale cinese. Nel 1996, con la nascita della Volleyball League A, la squadra viene subito ammessa alla massima serie, chiudendo la stagione 1996-97 al terzo posto, risultato che ripete anche nella stagione successiva. Nell'annata 1998-99 la squadra raggiunge per la prima volta la finale scudetto, cedendo tuttavia allo Shanghai Nuzi Paiqiu Dui.
Dopo diverse stagioni con risultati alterni, nel campionato 2004-05 la squadra torna a classificarsi al terzo posto, ripetendo poi il medesimo risultato nel campionato 2012-13, prima di vincere il primo scudetto della propria storia nel campionato successivo, battendo in finale il Tianjin Nuzi Paiqiu Dui.

## Rosa 2015-2016
| N° | Nome         | Ruolo | Data di nascita   | Nazionalità sportiva |
| -- | ------------ | ----- | ----------------- | -------------------- |
| 1  | Zhao Xiyu    | S     | 20 agosto 1995    | Cina                 |
| 2  | Wang Xianfen | C     | 22 aprile 1989    | Cina                 |
| 3  | Jiang Yuxiao | S     | 24 luglio 1993    | Cina                 |
| 4  | Wang Na      | P     | 25 febbraio 1990  | Cina                 |
| 5  | Li Ying      | C     | 14 gennaio 1995   | Cina                 |
| 6  | Zhu Yuezhou  | S/O   | 27 marzo 1995     | Cina                 |
| 7  | Shan Danna   | L     | 8 ottobre 1995    | Cina                 |
| 8  | Li Jing      | S     | 9 agosto 1991     | Cina                 |
| 9  | Jin Yan      | P     | 8 gennaio 1993    | Cina                 |
| 10 | Chang Yifan  | S     | 6 gennaio 1996    | Cina                 |
| 11 | Qiu Yanan    | S/O   | 16 gennaio 1989   | Cina                 |
| 12 | Yang Zhou    | C     | 21 aprile 1992    | Cina                 |
| 13 | Chen Jianyu  | L     | 29 agosto 2001    | Cina                 |
| 14 | Nuan Yunxiao | P     | 25 settembre 1996 | Cina                 |
| 15 | Wang Huimin  | S/O   | 11 novembre 1992  | Cina                 |
| 16 | Shen Jiarong | S     | 4 novembre 2000   | Cina                 |
| 17 | Fan Jianqing | S     | 4 febbraio 1995   | Cina                 |
| 18 | Bao Yunyun   | S     | 26 dicembre 1991  | Cina                 |
| 19 | Liu Yu       | C     | 13 maggio 2001    | Cina                 |
| 20 | Lin Qi       | P     | 5 febbraio 2000   | Cina                 |

## Palmarès
- Campionato cinese: 1

2013-14